# Gladys McConnell
Gladys McConnell (22 de octubre de 1905 – 4 de marzo de 1979) fue una actriz cinematográfica estadounidense.
Nacida en Oklahoma City, Oklahoma, estudió en la Hollywood High School. Su carrera cinematográfica fue breve, durando únicamente de 1926 a 1930. Uno de sus primeros papeles fue en The Devil Horse (1926). En el film aparecía Rex the Wonder Horse, un semental que hizo quince películas. McConnell actuó junto a Harry Langdon en Three's A Crowd (1927). En The Chaser (1928) interpretaba a la charlatana mujer de Langdon en una historia sobre un hombre casado y su tumultuosa vida doméstica. Posteriormente rompió sus lazos con Fox Film por diferencias acerca de sus papeles, eligiendo ser una actriz independiente.
McConnell fue elegida una de las WAMPAS Baby Stars de 1927. La Western Association of Motion Picture Advertisers eligió a trece jóvenes promesas de Hollywood. Otras en ese grupo fueron Iris Stuart, Natalie Kingston, Sally Phipps, y Rita Carewe.
McConnell se casó con Arthur Q. Hazerman en 1926. Se divorciaron en agosto de 1929. Posteriormente, en septiembre de 1931, se casó con el abogado de Hollywood Ronald Button.
Además de actriz, McConnell fue aviadora. Empezó a volar en Portland, Oregón, en 1924. Aparte de Ruth Elder, disponía de más horas de vuelo que cualquier otra mujer de la industria cinematográfica. En ocasiones se desplazaba volando a las diferentes localizaciones de sus rodajes.
Gladys McConnell falleció en Fullerton (California) en 1979.